# Conistra orbona
Conistra orbona är en fjärilsart som beskrevs av Rossi 1794. Conistra orbona ingår i släktet Conistra och familjen nattflyn. Inga underarter finns listade i Catalogue of Life.